# Stadtsparkasse Rahden
Die Stadtsparkasse Rahden ist eine Sparkasse in Nordrhein-Westfalen mit Sitz in Rahden. Sie ist eine Anstalt des öffentlichen Rechts.

## Geschäftsgebiet und Träger
Das Geschäftsgebiet der Stadtsparkasse Rahden umfasst die Stadt Rahden im Kreis Minden-Lübbecke, welche auch Trägerin der Sparkasse ist.

## Geschäftszahlen
Die Stadtsparkasse Rahden wies im Geschäftsjahr 2023 eine Bilanzsumme von 598,98 Mio. Euro aus und verfügte über Kundeneinlagen von 372,66 Mio. Euro. Gemäß der Sparkassenrangliste 2023 liegt sie nach Bilanzsumme auf Rang 343. Sie unterhält 4 Filialen/Selbstbedienungsstandorte und beschäftigt 79 Mitarbeiter.

## Sparkassen-Finanzgruppe
Die Stadtsparkasse Rahden ist Teil der Sparkassen-Finanzgruppe und gehört damit auch ihrem Haftungsverbund an. Er sichert den Bestand der Institute und sorgt dafür, dass sie auch im Fall der Insolvenz einzelner Sparkassen alle Verbindlichkeiten erfüllen können. Die Sparkasse vermittelt Bausparverträge der regionalen Landesbausparkasse, offene Investmentfonds der Deka und Versicherungen der Provinzial NordWest. Im Bereich des Leasing arbeitet die Stadtsparkasse Rahden mit der  Deutschen Leasing zusammen. Die Funktion der Sparkassenzentralbank nimmt die Landesbank Hessen-Thüringen wahr.